# Arenal de Tilarán
Arenal es un distrito del cantón de Tilarán, en la provincia de Guanacaste, de Costa Rica.

## Historia
Arenal fue creado el 16 de abril de 1979 por medio de Decreto Ejecutivo 10002-G.

## Geografía
Arenal cuenta con un área de 72,67 km² y una altitud media de 620 m s. n. m.

## Demografía
Para el año 2022, Arenal cuenta con una población estimada de 2346 habitantes, y para el último censo efectuado, en 2011, Arenal contaba con una población de 2300 habitantes.

## Localidades
- Poblados: Mata de Caña, Sangregado, San Antonio, Unión.

## Transporte

### Carreteras
Al distrito lo atraviesan las siguientes rutas nacionales de carretera:
- Ruta nacional 142
- Ruta nacional 143
- Ruta nacional 734